# Landskrona Idrottsplats
Il Landskrona Idrottsplats, comunemente abbreviato in Landskrona IP, è uno stadio di calcio situato a Landskrona, in Svezia. La sua capienza è di 10 000 posti.

## Storia
Lo stadio fu aperto il 20 luglio 1924 con una partita tra il Landskrona BoIS e il club danese del B 1903 terminata 2-3. Ad inaugurare la struttura fu l'allora principe ereditario svedese e futuro re Gustavo VI Adolfo di Svezia.
In origine, erano presenti una pista di atletica, una tribuna in legno con una capienza di 2 000 spettatori e altri spazi in erba ai bordi del campo. Un'importante ricostruzione ebbe luogo alla fine degli anni '30, quando furono innalzate parti di tribuna e i posti a sedere vennero dotati di un tetto.
Il 18 ottobre 1959 si registrò il record di pubblico dell'impianto, quando 18 533 persone accorsero per la partita tra il Landskrona BoIS e il Degerfors IF, valida per gli spareggi per la promozione in Allsvenskan e vinta dagli ospiti con il punteggio di 2-3.
Nel 1973 la vecchia tribuna a sedere venne sostituita da quella attualmente presente. Nel 1990 venne rimossa la pista d'atletica, e l'anno successivo venne realizzata una nuova tribuna in cemento lungo il lato nord. Nel 1995, l'intera tribuna a sedere più nuova venne dotata di una tetto, e per la stagione 2002 vennero introdotti seggiolini pieghevoli al posto delle precedenti panche in legno. Allo stesso tempo, dietro la porta sul lato est venne costruita una tribuna in cemento più grande. Oltre a ciò, nell'estate del 2003 venne edificata anche una nuova tribuna in cemento su parte del lato ovest.